# Vuelta a Murcia
Vuelta Ciclista a Murcia är ett etapplopp i landsvägscykling som arrangeras årligen (februari) kring Murcia i sydöstra Spanien. Loppet ingår i UCI Europe Tour (klass 2.1). Den första upplagan arrangerades 1981 och inledningsvis bestod loppet av fem etapper. 2011 reducerades det, på grund av den ekonomiska krisen i Spanien, till tre etapper, 2012 till två och 2013 blev det ett endagslopp. 2019 blev det åter ett etapplopp (med två etapper).

## Segrare
- 2025  Fabio Christen
- 2024  Ben O'Connor
- 2023  Ben Turner
- 2022  Alessandro Covi
- 2021  Antonio Jesús Soto
- 2020  Xandro Meurisse
- 2019  Luis León Sánchez
- 2018  Luis León Sánchez
- 2017  Alejandro Valverde
- 2016  Philippe Gilbert
- 2015  Rein Taaramäe
- 2014  Alejandro Valverde
- 2013  Daniel Navarro
- 2012  Nairo Quintana
- 2011  Jérôme Coppel[5]
- 2010  František Raboň
- 2009  Denis Mensjov
- 2008  Alejandro Valverde
- 2007  Alejandro Valverde
- 2006  Iván Gutiérrez[6]
- 2005  Koldo Gil
- 2004  Alejandro Valverde
- 2003  Javier Pascual Llorente
- 2002  Víctor Hugo Peña
- 2001  Aitor González
- 2000  David Cañada
- 1999  Marco Pantani
- 1998  Alberto Elli
- 1997  Juan Carlos Domínguez
- 1996  Melchor Mauri
- 1995  Adriano Baffi
- 1994  Melchor Mauri
- 1993  Carlos Galarreta
- 1992  Álvaro Mejía Castrillón
- 1991  Jose Luis Villanueva
- 1990  Tom Cordes
- 1989  Marino Alonso
- 1988  Carlos Hernández Bali
- 1987  Pello Ruiz Cabestany
- 1986  Miguel Induráin
- 1985  José Recio
- 1984  Ricardo Martínez
- 1983  Javier Cedena
- 1982  José Salvador Sanchis
- 1981  Pedro Delgado